# Spremenljiva delovna prostornina
Spremenljiva delovna prostornina (ang. variable displacement) je tehnologija pri batnih motorjih, kjer se spremeni delovna prostornina tako, da se deaktivira enega ali več cilindrov. Po navadi se uporablja v velikih večcilindrskih motorjih. Koncept obstaja že kar nekaj časa, praktično se uporablja v zadnjem desetletju.
Pri normalni vožnji se uporablja samo okrog 20-35 KM moči, pri pospeševanju in velikih hitrostih več. Tako imajo veliki večcilindrski motorji imajo med normalno vožnjo velik presežek moči. Pri manjših močeh se pri velikih motorji pojavijo "črpalne izgube", ker motor črpa zrak v vse cilindre in pod manjšim tlakom. Če bi črpal tlak pod normalnim tlakom, bi razvijal preveč moči. V velikih motorjih je črpalni tlak okrog polovice normalnega motorja, zato je izkoristek majhen. Z zmanjšanjem števila cilindrov se zmanjša poraba goriva za okrog 8-25%
Pri deaktivaciji cilindra se vstopni in izpušni plin oba zaprta. S tem nastane "zračna vzmet", ko se valj premika navzgor se zrak stiska, ko pa se valj premika dol se ekspandira. S tem ni skoraj nobene dodatne obremenitve na motor.